# 安井久登
安井 久登（やすい ひさと、1976年6月8日 - ）は、日本の元競泳選手。男性。大阪府出身。近畿大学出身。
1996年アトランタオリンピックの日本代表を務めた。1994年サンタクララおよびJエバンス招待で全種目金メダル、1995年に福岡で開催された夏季ユニバーシアードで1500m自由形で金メダル、800m自由形で銅メダルを獲得したことで最もよく知られている。なお同種目世界チャンピオンは1995年当時32年ぶりの快挙となる。

## 記録
- 1500m 自由形 元日本記録保持者 USC カリフォルニア[3]
- 1500m 自由形 元高校記録保持者 USC カリフォルニア[4]
- 400m 自由形 元高校記録保持者 サンタクララ[4]